# 東八幡 (平塚市)
東八幡（ひがしやわた）は、神奈川県平塚市に存在する町丁。大野地区の内の一つの地名。現行行政地名は東八幡一丁目から東八幡五丁目。住居表示実施済み区域。

## 概要
東八幡は平塚市街からやや北寄りに位置する町丁である。当町丁は5つの丁別からなるが、その内の五丁目は他の丁別と比べて工場関係の施設が多く建っている。周辺の他の地名では西に西八幡、南に長瀞、東に八幡、北に四之宮とそれぞれ接している。

## 歴史
- 1975年（昭和50年）9月16日 - 東八幡を設置及び住居表示実施。実施前までの町名としては、大字八幡と大字四之宮の各一部だった（平塚市#地域も参照）。

## 世帯数と人口
2023年（令和5年）9月1日現在（平塚市発表）の世帯数と人口は以下の通りである。
| 丁目         | 世帯数    | 人口    |
| ------------ | --------- | ------- |
| 東八幡一丁目 | 731世帯   | 1,265人 |
| 東八幡二丁目 | 463世帯   | 1,039人 |
| 東八幡三丁目 | 348世帯   | 606人   |
| 東八幡四丁目 | 742世帯   | 1,743人 |
| 東八幡五丁目 | 127世帯   | 131人   |
| 計           | 2,411世帯 | 4,784人 |

### 人口の変遷
国勢調査による人口の推移。
| 年                 | 人口  |
| ------------------ | ----- |
| 1995年（平成7年）  | 4,929 |
| 2000年（平成12年） | 4,989 |
| 2005年（平成17年） | 4,916 |
| 2010年（平成22年） | 4,588 |
| 2015年（平成27年） | 4,567 |
| 2020年（令和2年）  | 4,870 |

### 世帯数の変遷
国勢調査による世帯数の推移。
| 年                 | 世帯数 |
| ------------------ | ------ |
| 1995年（平成7年）  | 2,110  |
| 2000年（平成12年） | 2,222  |
| 2005年（平成17年） | 2,251  |
| 2010年（平成22年） | 2,156  |
| 2015年（平成27年） | 2,183  |
| 2020年（令和2年）  | 2,408  |

## 学区
市立小・中学校に通う場合、学区は以下の通りとなる（2018年2月時点）。
| 丁目         | 番地    | 小学校             | 中学校             |
| ------------ | ------- | ------------------ | ------------------ |
| 東八幡一丁目 | 全域    | 平塚市立八幡小学校 | 平塚市立神明中学校 |
| 東八幡二丁目 | 全域    | 平塚市立八幡小学校 | 平塚市立神明中学校 |
| 東八幡三丁目 | 全域    | 平塚市立八幡小学校 | 平塚市立神明中学校 |
| 東八幡四丁目 | 全域    | 平塚市立八幡小学校 | 平塚市立神明中学校 |
| 東八幡五丁目 | 1～7番  | 平塚市立八幡小学校 | 平塚市立神明中学校 |
| 東八幡五丁目 | 8～11番 | 平塚市立大野小学校 | 平塚市立神明中学校 |

## 事業所
2021年（令和3年）現在の経済センサス調査による事業所数と従業員数は以下の通りである。
| 丁目         | 事業所数  | 従業員数 |
| ------------ | --------- | -------- |
| 東八幡一丁目 | 49事業所  | 253人    |
| 東八幡二丁目 | 39事業所  | 353人    |
| 東八幡三丁目 | 50事業所  | 995人    |
| 東八幡四丁目 | 51事業所  | 1,140人  |
| 東八幡五丁目 | 86事業所  | 3,489人  |
| 計           | 275事業所 | 6,230人  |

### 事業者数の変遷
経済センサスによる事業所数の推移。
| 年                 | 事業者数 |
| ------------------ | -------- |
| 2016年（平成28年） | 284      |
| 2021年（令和3年）  | 275      |

### 従業員数の変遷
経済センサスによる従業員数の推移。
| 年                 | 従業員数 |
| ------------------ | -------- |
| 2016年（平成28年） | 6,092    |
| 2021年（令和3年）  | 6,230    |

## 周辺の交通
- 道路は、当町丁内を国道129号が南北に貫き、上下ともに片側2車線区間である。
- バス路線は神奈川中央交通（神奈中バス）の平塚営業所の一部系統が、平塚駅（JR東日本東海道本線）から当字内の国道129号沿いなどを経由し、各方面へ運行している。この字内からの鉄道路線としての最寄り駅である平塚駅（紅谷町）までは、そのバス路線で移動する場合も多い。

## 周辺の主な施設や名所
- 平塚八幡郵便局
- 平塚市立八幡小学校
- 大野幼稚園
- 平塚信用金庫八幡支店
- ローソン平塚八幡入口店
- クリエイトS・D平塚東八幡店

国道129号沿い
- 上州屋キャンベル平塚八幡店
- 湘南クッキー
- スポーシアシラトリ平塚店
- モトーレン東洋平塚支店
- ローソン東八幡一丁目店

工場関係施設
- JA全農営農・技術センター本館・宿泊棟
- 関西ペイント
- 古河電気工業
- 金子産業平塚工場
- 日本ユピカ（化学工業）技術研究所
- 富士フイルム
- 井上鋼材平塚機材センター
- 三菱ガス化学平塚研究所
- 三井工業本社工場
- 山川機械製作所総務部
- ミゾロギ自動車商会民間車検整備工場

寺院・神社
- 泉蔵院
- 長善寺
- 八坂神社

## その他

### 日本郵便
- 郵便番号 : 254-0016[3]（集配局 : 平塚郵便局[16]）。